# カンテレユアタイム クイック
『カンテレユアタイム クイック』は、2016年10月5日から2017年9月30日まで関西テレビ（カンテレ）で放送されていたスポットニュースである。

## 概要
これまでの『カンテレこんやのニュース』を受け継ぎ、新しい21時前のスポットニュース番組として再出発。前番組同様、フジテレビの『ユアタイム クイック』というタイトルに合わせ、『カンテレユアタイム クイック』に改められた。
関西地区で重要な事件が発生した場合には、『カンテレこんやのニュース』時代に続いて、ニュースパートをKTV報道フロアからのローカルニュースに差し替えることがあった。テロップ類は全国版と異なり『FNNスピーク』などで使用している汎用テロップを使用していた。
また、関西や全国の重要なニュースの場合はまれに天気予報を中止して当番組を延長する事もあった。
後続番組は『カンテレ THE NEWSα Pick』。

## 放送時間
- 2016年10月 - 12月：毎日 20:54 - 21:00
- 2017年1月5日 - 9月30日：月 - 木・土・日曜日 20:54 - 21:00、金曜日 21:49 - 21:55